# Monique Alber
Pour les articles homonymes, voir Alber.
Monique Alber est une pongiste française, quatre fois championne de France en double.

## Carrière
Elle remporte la médaille de bronze des championnats d'Europe 1962 en double mixte avec Vojislav Markovic.
Sur le plan national, elle remporte en simple dames cinq médailles de bronze (1958-1959, 1963, 1967-1968) et cinq médailles d'argent (1956-1957, 1960-1962). En double dames, elle gagne sept médailles d'argent (1956, 1960, 1962, 1965-1968), deux médailles de bronze (1963-1964) et quatre d'or (1957-1959, 1961). En double mixte, elle rafle quatre médailles d'or (1960, 1962, 1966-1967), cinq médailles d'argent (1959, 1961, 1964-1965, 1968) et deux médailles de bronze (1956, 1958).